# رحمت أباد (أرزوئية)
رحمت أباد (بالفارسية: رحمت‌آباد) هي منطقة سكنية تقع في إيران في Arzuiyeh Rural District. يقدر عدد سكانها بـ 28 نسمة .